# جوروند
جوروند، روستایی از توابع بخش الوار گرمسیری شهرستان اندیمشک در استان خوزستان ایران است این روستا مسکن عده‌ای از تیره رضا طایفه میرزاوند است، از شرق با روستای چول، غرب با ده دره و جنوب با پاریز همسایه است.

## جمعیت
این روستا در دهستان قیلاب قرار دارد و براساس سرشماری مرکز آمار ایران در سال ۱۳۹۵، جمعیت آن ۶۰۴ نفر (۱۵۶خانوار) بوده‌است.